# Wieża milczenia

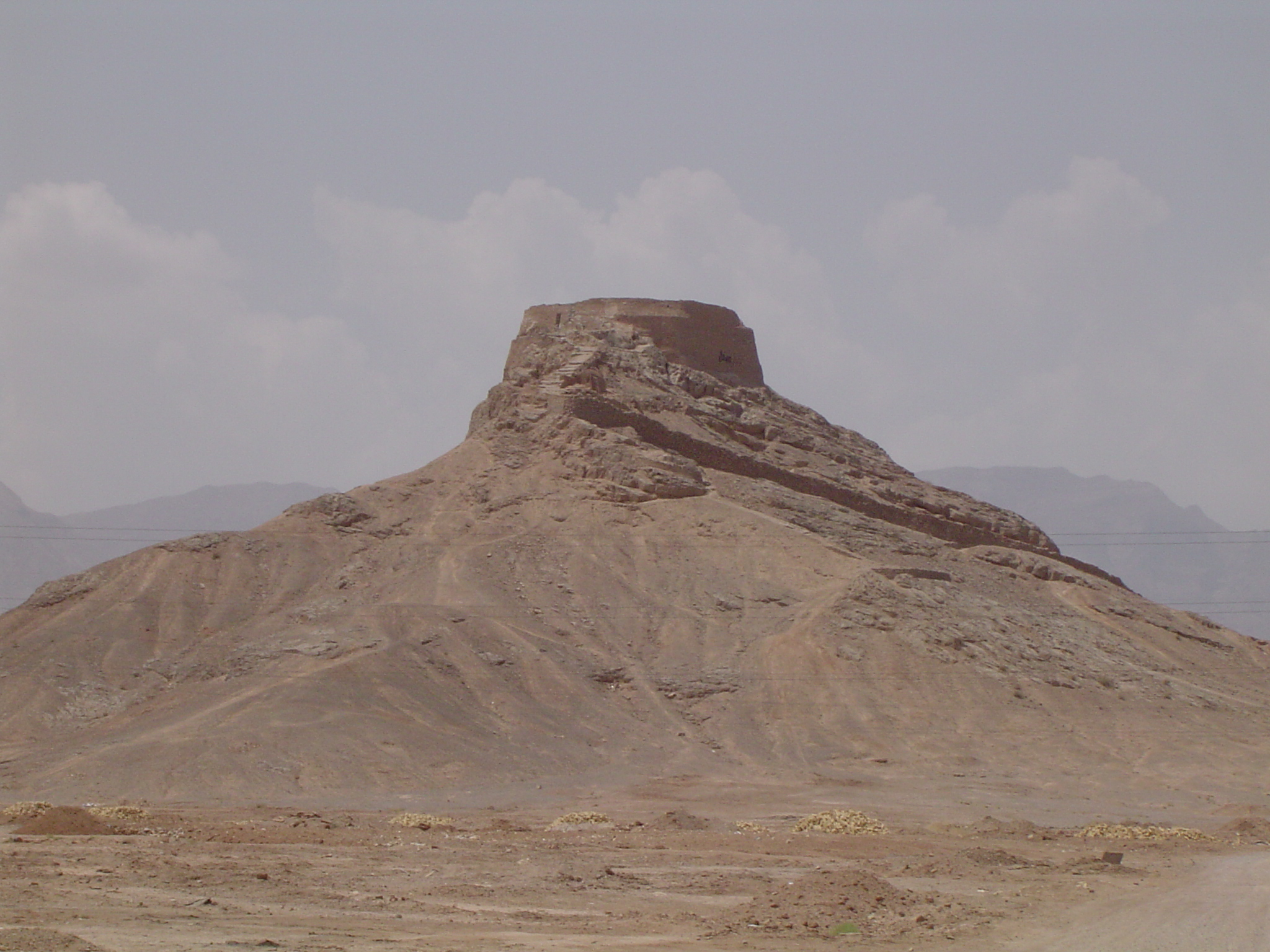
Wieża milczenia w Jazd (Iran)

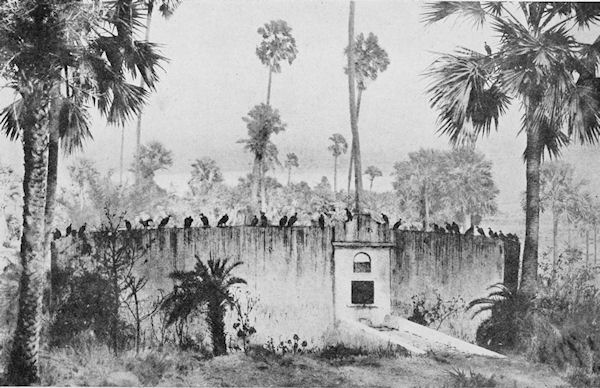
Wieża milczenia w Bombaju (Indie)

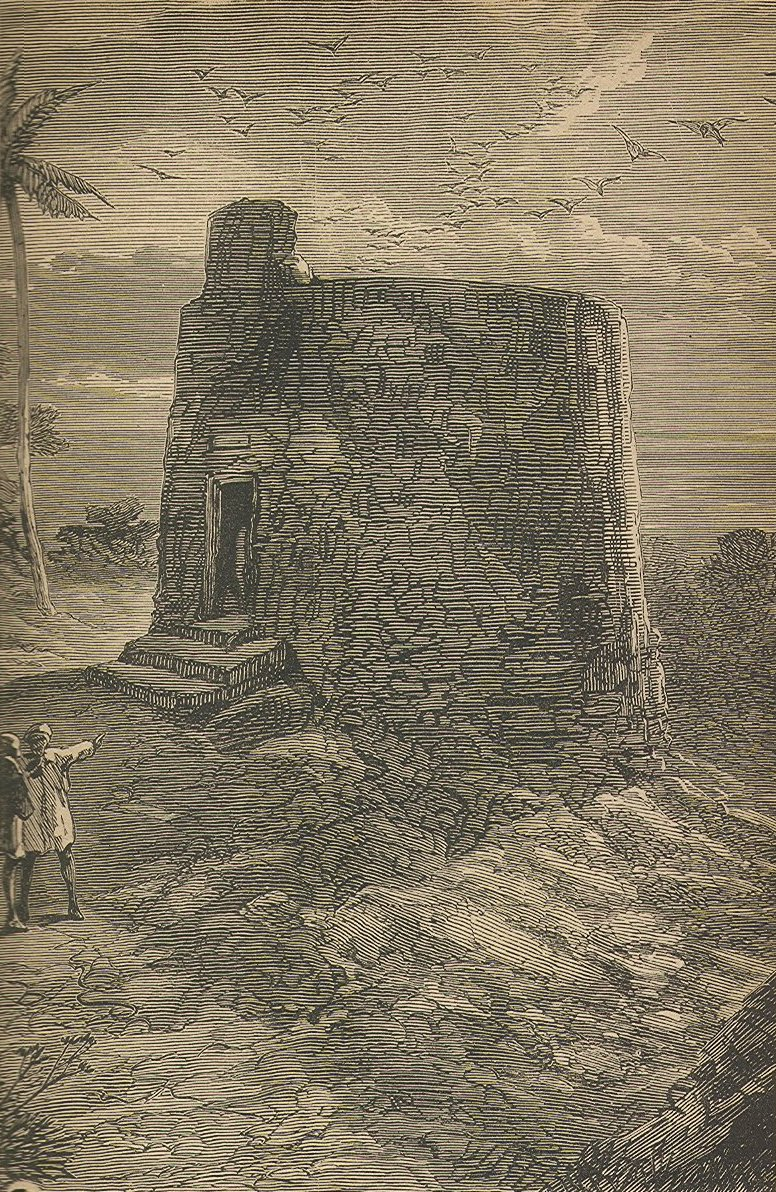
Wieża milczenia w Bombaju, rycina z XIX w.

Wieża milczenia lub Dachma (pers.: دخمه) – okrągła, wzniesiona z cegły lub kamienia budowla, w której wyznawcy zaratusztrianizmu pozostawiają zwłoki swoich zmarłych na żer ptakom.

## Pochodzenie
Martwe ciało jest według wyznawców zoroastryzmu „nieczyste”, tj. skażające ziemię i ogień. Demon Awestan ma opanowywać zwłoki i skażać wszystko, czego dotkną. Aby uniknąć skażenia ziemi, zwłoki pozostawiano w specjalnie wzniesionych budowlach, na żer ptakom.
W Persji praktyka eksponowania zwłok jest znana z najdawniejszych zapisów, chociaż w starożytności szeroko stosowano pochówki w ziemi i grobowcach. Rytuały religijne, związane z ekspozycją zwłok, pojawiły się przypuszczalnie za panowania Sasanidów (III–VII wieku). Istnienie wież milczenia jest potwierdzone w zapiskach od XVI w.
Określenie „wieża milczenia” zostało po raz pierwszy użyte przez angielskiego tłumacza Roberta Murphy’ego w 1832.

## Wygląd
Wieże milczenia są wznoszone według podobnego planu: na szczycie konstrukcji znajduje się płaski dach, podzielony na 3 kręgi. Zewnętrzny krąg jest przeznaczony na zwłoki mężczyzn, środkowy na zwłoki kobiet, a najmniejszy wewnętrzny na zwłoki dzieci.
Wnętrze wieży jest przeznaczone na ossuarium. Wrzuca się tam kości zmarłych po upływie około roku ekspozycji zwłok na dachu wieży i przesypuje wapnem, aby przyspieszyć ich rozkład. Na teren wieży mają wstęp tylko wyznaczeni grabarze, zwani nasselars.

## Wieże milczenia w Persji i Iranie
W tradycji perskiej wieże milczenia wznoszono na szczytach wzgórz, odległych od siedzib ludzkich. Ekspozycję zwłok stopniowo porzucano w Iranie od początku XX w., zastępując ją kremacją lub pochówkiem w grobie. W miastach Jazd i Kerman ostatnie wieże milczenia zamknięto z nakazu władz w latach 70. XX wieku.

## Wieże milczenia w Indiach
Ekspozycja zwłok w wieżach milczenia jest nadal praktykowana wśród Parsów w Indiach. Uznawana jest za „ostatni akt miłosierdzia” zmarłego, który dostarcza w ten sposób pożywienia ptakom.